# Escola Penal: Finalismo
O Direito Penal, em sua dogmática jurídico-penal, para chegar tal como é conhecido hoje, evoluiu com o passar do tempo através das Escolas Penais, que estudavam e elaboravam teorias na tentativa de explicar os diversos elementos do estudo de condutas de um indivíduo em uma sociedade e a forma com que repreende-se ações ditas desvirtuosas. A Escola Penal, ou corrente do Finalismo, situa-se dentre essas e outras Escolas importantes como: a Escola Clássica, Escola Positiva e Escola Técnico-jurídica.  Há divergência entre os doutrinadores sobre a melhor denominação para algumas correntes.

## Contexto Histórico
A teoria finalista da dogmática jurídico-penal foi desenvolvida pelo jurista alemão Hans Welzel entre as décadas de 1930 e 1960. A primeira metade do século XX foi marcada por significativos eventos históricos, dentre eles a Segunda Guerra Mundial e a ascensão da ideologia nazista na Alemanha. 
Durante o III Reich, o direito alemão deixou de ser um sistema de normas jurídicas vigentes e passou a ser um instrumento de controle e legitimação da ideologia de um regime totalitário, vigorando um angustiante positivismo jurídico.
O pensamento finalista foi fortemente desenvolvido e ganhou mais força na época pós-guerra, visando o rompimento com o direito penal nazista. Neste período, observou-se a emergência de limitar o poder do legislador para que a prevalência de abusos como os presentes na era do nacional-socialismo não se repetissem. Apesar de o legislador ter liberdade de definir comportamentos suscetíveis de punição, não poderia alterar a estrutura finalista da ação. 
O finalismo propiciou a busca por princípios e valores autônomos e opostos à vontade do Estado. A compreensão da teoria de Hans Welzel tem como substância o critério valorativo do respeito à dignidade humana. Aqui, o homem é visto como um ser com capacidade de agir livre e responsavelmente, o que desencadeia na necessidade de vincular o direito à concepção finalista da ação, uma vez que as normas recaem sobre uma conduta final do indivíduo.

## Evolução do pensamento

### Autores do Finalismo

##### Autor precursor e principal do pensamento Finalista
Hans Welzel, foi um jurista e filósofo do direito alemão, nasceu, viveu e morreu na Alemanha, entre os anos 1904 a 1977. Estudou na Universidade de Jena, entre 1923 e 1927, tendo uma breve passagem pela Universidade de Heidelberg, obteve o título de Doutor aos 24 anos, em 1928, com a tese Die Naturrechtslehre Samuel Pufendorfs (A doutrina do direito natural de Samuel Puffendorf).
Em 1930, mudou-se para Colônia, e elaborou o seu trabalho de habilitação (Naturalismus und Wertphilosophie im Strafrecht) - Naturalismo e filosofia dos valores no direito penal, orientado por Gotthold Bohne. Em 1936, Welzel, foi nomeado professor interino na Universidade de Göttingen, sendo promovido para professor extraordinário em 1937, no qual, lecionou Direito penal, Direito Processual Penal, Direito Processual Civil, e Filosofia do Direito.

Foi em 1939, no entanto, que publicou o seu trabalho: Estudo sobre o Sistema Penal (Studien zum System des Strafrechts), montando uma esboço do sistema penal baseado na teoria finalista da ação. 

#### Finalismo segundo Welzel
Hans Welzel, chega à conclusão que toda ação humana, em regra, possui finalidade que se encerra no momento da tomada da decisão de vontade da ação, de modo que todo comportamento humano livre e consciente tem uma estrutura finalística porque é dirigido por uma vontade. Assim, segundo o autor, o objeto de interesse do Direito Penal é, justamente, a finalidade e intencionalidade de uma ação humana. 
Entendendo que, o principal ponto de interesse da dogmática jurídico-penal, é o comportamento humano que pode ser dirigido pela vontade de ação, e que o exame acerca do problema do livre-arbítrio se faz necessário, tendo em vista ser ele o ponto de partida e o fundamento da culpabilidade – e, via de consequência, da imputabilidade da responsabilidade jurídica. Estabelecendo, portanto, a existência de uma estreita relação entre culpabilidade, livre-arbítrio, responsabilidade jurídica e a legitimidade do direito em punir, encontrado no pensamento jusfilosófico de Hans Welzel. Além disso, apresenta a estreita relação entre o direito e a moral na doutrina deste jusfilósofo, bem como, a necessidade de o Direito proteger e assegurar os valores ético-sociais mais importantes para a sociedade.
Welzel pegou gancho na corrente neokantista e afirmou que o dolo e culpa, não estão na culpabilidade, mas sim, no fato típico, na tipicidade. Por meio da teoria finalista da ação, ele começou a reescrever a ideia de fato típico. Afirmando que, para que o fato típico fosse considerado como tal, deveria haver a subsunção formal, ou seja, estar formalmente descrita em lei, e possuir dolo e culpa, destarte, será antijurídico, caso não haja nenhum [excludente de ilicitude]] (estado de necessidade e legítima defesa, por exemplo) e culpável, a não ser que haja, também, um excludente de imputabilidade (o indivíduo que cometeu determinado delito seja menor de idade, por exemplo), necessitando de possuir dolo com o que chamava consciência da ilicitude e inexigibilidade de conduta adversa. Welsel afirmava que o Direito Penal não era um “Direito de biblioteca”, sendo, mais que uma ciência jurídica, uma ciência eminentemente social, com os pés fincados na realidade social, não podendo tirar o referencial sociológico de sua pauta hermenêutica, devendo-se analisar a sociedade em seu âmbito espacial e temporal. O autor alemão foi, também, pioneiro na pauta da teoria da irrelevância de conduta (utilizada no Direito penal brasileiro), afirmando que as condutas, as quais, apesar de típicas, não possuírem relevância social, não forem impactantes frente ao coletivo, não devem ser punidas de acordo com o Direito Penal, formulando, com isso, o que foi chamada de Teoria social da ação, que, entretanto, não prosperou, em razão das fortes críticas que recebeu à época.

### Pós-Finalismo: desenvolvimento do Funcionalismo

##### Análise de outros autores
Enquanto, Hans Welzel atingia seu auge na Alemanha (1962), Claus Roxin, um dos mais influentes dogmáticos do direito penal alemão, desenvolvia e publicava alguns estudos sobre sua chamada Teoria Funcional, que culminou no Funcionalismo Teleológico, em que buscava no referencial sociológico a visão de um Direito social, não puramente positivista.
Segundo Roxin, o direito penal tem uma função pacificadora, de proteção, de garantir a harmonia, logo, todas as interpretações de casos concretos devem seguir essas funções. Trata-se de uma ciência social, e aquele que vai aplicá-la, o juiz, por exemplo, não é um escravo da lei, mas sim um intérprete dela, visando suprir o déficit do legislador. 
O jurista pós-finalista defendia um ponto de vista normativo frontalmente contrário ao ontologismo sustentado por Welzel. O direito penal deveria controlar o intolerável, assim, busca a proteção subsidiária de bens jurídicos, baseado no princípio da intervenção mínima. O Normativismo que Roxin opôs ao finalismo desvinculou o fundamento da dogmática de exigências ontológicas, para baseá-lo em decisões político-criminais (qual a finalidade do legislador ao criar a lei?), esse ponto de vista normativo pressuporia liberdade de escolha perante a estrutura lógico-objetiva de Welzel.

## Principais características da Escola Finalista
Esta corrente apresenta fortes divergências em relação ao positivismo jurídico formalista e ao relativismo axiológico do neokantismo. O finalismo tem como objeto essencial da dogmática jurídico-penal as estruturas lógico-objetivas, estruturas que são concernentes à realidade e compõem a natureza permanente das coisas, fato que conecta a ciência do Direito ao legislador.
Hans Welzel critica principalmente os conceitos de subjetivismo metodológico e relativismo do neokantismo. A partir disso, o finalismo caracteriza uma transição do subjetivismo para o objetivismo na teoria do delito. Para o autor da doutrina finalista, o homem está inserido em uma ordem real equivalente às estruturas lógico-objetivas, e não o contrário, onde o homem é considerado o determinante da ordem real. Para ele, a maneira com que conhecemos a realidade não configura a matéria do conhecimento, mas, indo em direção oposta ao pensamento neokantista, a matéria do conhecimento, como realidade primeira, que é fator determinante do método.
Welzel acredita que a ação humana é finalista, ou seja, o ser humano é detentor de certo nível de conhecimento que lhe proporciona a capacidade de presumir as possíveis consequências de seu comportamento. Sendo assim, pode guiar suas ações para determinar o fim das mesmas.
A diferenciação entre ação final e o acontecer causal foi fundamental para a formação das categorias sistemáticas do delito, apresentando uma base sólida para a interpretação e execução das normas penais e garantindo segurança jurídica das decisões judiciais no âmbito penal.
A teoria finalista conseguiu atingir o nível filosófico, além de afastar o positivismo naturalista e sociológico do Direito Penal e revisar a teoria dos valores neokantistas. Também participou da retificação do modelo de teoria do delito utilizado na teoria da escola clássica, formulando uma nova versão. A teoria inicial foi adaptada diante das críticas recebidas, culminando em uma considerada transformação da teoria dogmática jurídico-penal.

## Influência do Finalismo no Direito Penal no mundo
A maior influência que a corrente Finalista trouxe ao Direito Penal pelo mundo foi a teoria finalista da ação, criada na década de 1930, que revolucionou a forma como o crime é analisado e sua responsabilização é executada pela sociedade. Seu criador foi Hans Welzel, jurista e filósofo alemão.
O Finalismo surgiu após o Causalismo e acabou por substituí-lo em vários países, entretanto, não abandonou completamente os ideais de tal período, mas sim os inovou utilizando da finalidade. Dessa forma, o dolo e a culpa deixaram de ser considerados elementos da culpabilidade e passaram a ser analisados na tipicidade. Com isso, considera-se inicialmente a consciência do agente, o que ele pensou no momento de praticar a conduta, se houve ou não intenção, ao passo de que na teoria causal isso era o último ponto a ser analisado.
Sendo assim, após o surgimento da Teoria Finalista de Welzel, o crime passou a ser analisado tanto subjetivamente (em seus motivos) quanto objetivamente (em seus fatos), o que levou à criação das tipicidades subjetiva e objetiva do fato. A infração penal passou a ser executada apenas quando se tinha uma conduta típica e culpável. Ocorre, então, a análise dos elementos fundamentais da culpabilidade, os quais são: potencial conhecimento da ilicitude, exigibilidade de conduta diversa e imputabilidade.
Segundo Julio Fabbrini Mirabete, mestre em Direito, para a teoria finalista da ação, “o conteúdo da vontade está na ação, é a vontade dirigida a um fim, e integra a própria conduta e assim deve ser apreciada juridicamente.” 
Tal uso da finalidade se deu pois a teoria finalista da ação acredita que a conduta é final e não causal, uma vez que a conduta é o comportamento voluntário e consciente dirigido a um fim, representando a ação.
O uso da teoria finalista da ação têm como requisito o princípio da condição “sine qua non” (“sem o qual”), sendo que a culpa integra a conduta e não o tipo penal.

## Influência do Finalismo no Direito Penal do Brasil
Na década de 70 foi introduzida no Brasil a teoria finalista, com a divisão feita por João Mestieri que, analisando os crimes contra a vida, dividiu o tipo objetivo e o tipo subjetivo. O Finalismo encontrou grande impulso nas obras de  Luiz Luisi, Heleno Claudio Fragoso, José Henrique Pierangeli, Miguel Reale Júnior, e posteriormente Luiz Regis Prado e Cezar Roberto Bitencourt, sendo incorporada ao ordenamento na reforma sistêmica da parte geral do Código Penal em 1984. Adotava-se, então a estrutura do tipo subjetivo e a culpabilidade normativa, o que ganhou o apoio de doutrinadores como Julio Fabrini Mirabete, Francisco De Assis Toledo, Damasio Evangelista De Jesus.
Com o finalismo, no Brasil, há autores que incluem a punibilidade como um dos elementos do crime. E outros que não reconhecem a culpabilidade como elemento do delito,  mas mero atributo de pena, são os chamados de bipartidários, também bastante influenciados pelo finalismo.
Isso apenas reforça que a doutrina penal pátria não ficou alheia aos principais debates das últimas décadas, produzindo intensamente posicionamentos embasados e que apenas recentemente começaram a atingir em maior grau o cenário internacional.
É possível afirmar que, até hoje, predomina o Finalismo, porém alguns autores demonstram tendências ao Funcionalismo Normativista como alternativa futura, não abrindo mão de ressalvas pessoais e de uma tendência crítica, a cada dia mais enraizada na cultura jurídica nacional.

## Crítica ao Finalismo
As doutrinas penais trazem como principal crítica à teoria finalista o fato de que ela não consegue contemplar os crimes de caráter culposo, uma vez que seus resultados não se dão através de uma ação que visava o fim obtido, mas sim através de um ato negligente, imprudente ou imperito.